# Heald Square Monument
Le Heald Square Monument (en français : « Monument d'Heald Square ») est une sculpture en bronze de l'artiste américain Lorado Taft située à Heald Square, une place du centre de Chicago, aux États-Unis. Érigée en 1936, cette statue représente le Général George Washington (futur premier président des États-Unis) et ses deux principaux financiers Robert Morris et Haym Salomon lors de la Révolution américaine.
À la suite du décès de Lorado Taft en 1936, la sculpture a été complétée par ses associés Leonard Crunelle, un Français, Nellie Walker et Fred Torrey. 
La place de Heald Square se trouve dans quartier historique et huppé de Michigan–Wacker Historic District dans le secteur du Loop (Downtown Chicago). La place a été nommée en l'honneur du Capitaine Nathan Heald, commandant au fort Dearborn de 1810 à 1812.
La sculpture a été désignée Chicago Landmark (CL) le 10 septembre 1971 par la ville de Chicago.